# Gare de Montlaur
Gare de Montlaur vasútállomás Franciaországban, Montlaur településen.

## Vasútvonalak
Az állomást az alábbi vasútvonalak érintik:
- Bordeaux–Sète-vasútvonal

## Kapcsolódó állomások
A vasútállomáshoz az alábbi állomások vannak a legközelebb:
- Gare de Baziège (Gare de Sète, Bordeaux–Sète-vasútvonal)
- Gare d’Escalquens (Gare de Bordeaux-Saint-Jean, Bordeaux–Sète-vasútvonal)